# Manganianometria
Manganianometria (manganometria, nadmanganianometria) – jeden z działów oksydymetrii, technika analityczna polegająca na miareczkowaniu analizowanej substancji mianowanym roztworem nadmanganianu potasu jako utleniacza. 
W reakcji z analizowaną substancją jon nadmanganianowy MnO−
4 redukuje się do jonu Mn2+
 w środowisku kwaśnym, zaś w środowisku słabo kwaśnym do tlenku manganu(IV) MnO
2.
Kwasem stosowanym w oznaczeniach manganometrycznych jest kwas siarkowy, ponieważ w warunkach prowadzenia reakcji nie ulega on utlenieniu. Nie można stosować kwasu solnego, gdyż jony  nadmanganianu mogą utleniać jony chlorkowe do wolnego chloru.
Nadmanganian potasu charakteryzuje się dwiema zaletami:
- jest utleniaczem na tyle silnym, że może być stosowany do różnorodnych oznaczeń (m.in. szczawianów, zawartości nadtlenku wodoru),
- odznacza się intensywnym fioletowym zabarwieniem, które znika w trakcie tworzenia bezbarwnych jonów Mn2+
, dlatego nie trzeba stosować dodatkowego wskaźnika punktu końcowego miareczkowania (gdy cały reduktor przereaguje z KMnO
4 to pod wpływem jednej kropli nadmiaru tego związku, roztwór zabarwia się na lekko różowo co sygnalizuje koniec miareczkowania).